# Domagojevi strijelci
Domagojevi strijelci ili Domagojeva lađa spomenik je hrvatskome knezu Domagoju u Vidu kod Metkovića. Rad je kipara Stjepana Skoke.
Spomenik je otkriven 13. lipnja 1997. godine. Postavljen je na ravnjaku između mjesne crkve i groblja. Spomenik je blagoslovio splitsko-makarski nadbiskup Ante Jurić, u prisutnosti predsjednika Franje Tuđmana, ministra obrane Gojka Šuška i predsjednika Vlade Zlatka Mateše.
Izdavačka kuća „Thames & Hudson” iz Londona i autorica Amy Dempsey je 2006. godine uvrstila Domagojevu lađu među 200 najboljih radova na svijetu.

### Mrežna sjedišta
- Spomenik knezu Domagoju 1997-2017. vid.hr. Pristupljeno 13. travnja 2025.
- U osvit Hrvatske postavio je “Domagojevu lađu”, a danas diže spomenik majkama udovicama. vecernji.ba. Pristupljeno 13. travnja 2025.

## Vanjske poveznice

### Ostali projekti
|  | Zajednički poslužitelj ima još gradiva o temi Domagoj |